# Filhas de Cristo Rei

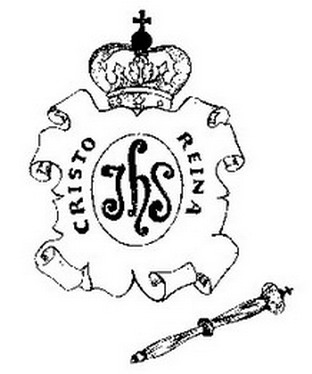
Escudo da congregação.

O Instituto das Filhas de Cristo Rei (em latim: Congregatio Filiarum Christi Regis) é uma congregação religiosa católica feminina de direito pontifício fundada pelo padre diocesano espanhol José Gras y Granollers em Granada em 26 de maio de 1876. As freiras deste instituto são conhecidas como Monjas e as iniciais F.C.R. são adicionadas aos seus nomes.

## História

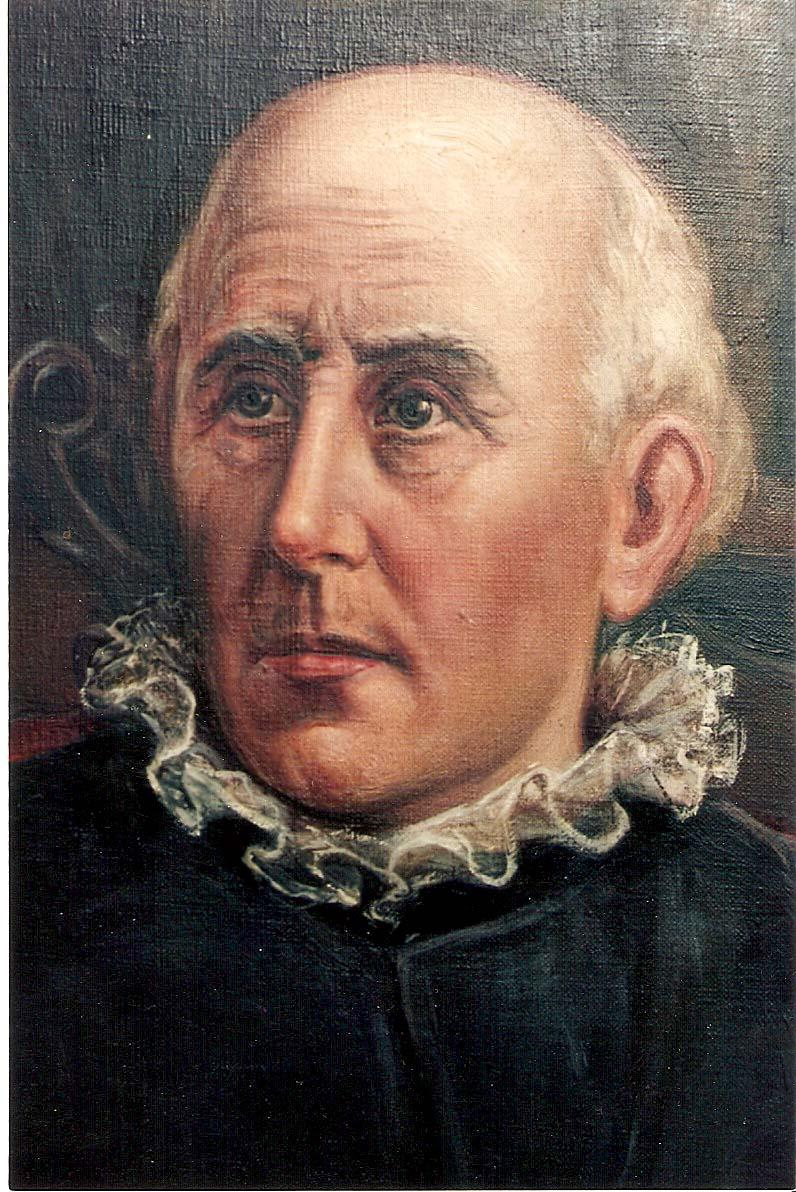
José Gras y Granollers (1834-1918), cônego da Abadia do Sacromonte em Granada e fundador da congregação.

José Gras y Granollers, sendo um cônego da Abadia do Sacro Monte em Granada, fundou em 1866 a Academia e Corte de Cristo, uma associação religioso-literária cujo objetivo era divulgar a Soberania de Jesus Cristo. Para divulgar sua obra, fundou outras duas instituições, uma revista chamada El Bien (1866) e uma congregação religiosa feminina, o Instituto das Filhas de Cristo Rei (26 de maio de 1876). Sob sua administração, Gras fundou duas escolas, uma para crianças de famílias ricas e outra gratuita para crianças pobres. Sob a direção da primeira comunidade de religiosas, colocou Isabel Gómez Rodríguez, considerada co-fundadora da congregação.
Com o apoio do rei Afonso XII, o instituto recebeu a aprovação diocesana do arcebispo de Granada, José Moreno y Mazón, em 2 de junho de 1877. Antes de receber a aprovação pontifícia (15 de fevereiro de 1898), as Filhas de Cristo Rei haviam iniciado sua expansão pela Espanha e Itália, com a fundação das casas de Montejícar, Eboli e Las Palmas (Ilhas Canárias). A partir da fundação desta última, surgiu uma congregação independente, os Missionários Dominicanos da Sagrada Família (1891).
O Instituto das Filhas de Cristo Rei recebeu a aprovação final em 16 de agosto de 1901, do Papa Leão XIII.

## Organização
As Filhas de Cristo Rei dedicam-se a promover a doutrina católica sobre o triunfo da Soberania de Cristo, através do apostolado da educação juvenil. Suas Constituições são baseadas na Regra de Santo Agostinho.
Em 2015, a congregação contava com cerca de 378 religiosos e 51 comunidades, distribuídas em seis províncias, Espanha Norte, Andaluzia ou Espanha Sul, Itália (com as comunidades da Albânia), América Latina Norte (Colômbia, Equador e Venezuela) e América Latina América do Sul (Argentina, Bolívia e Peru). Tem também uma delegação autónoma no Senegal. O governo geral é centralizado e está nas mãos da Superiora Geral e seu Conselho. Atualmente, o cargo é ocupado pela freira espanhola Rita María Zurita Fernández. A casa geral está em Roma.
Atualmente na Espanha existem escolas desta fundação em Granada, Alcalá la Real e Villanueva del Arzobispo (Jaén), Las Rozas, Jaén, Sevilha, Madri, Benifaio (Valência), El Carballo e Ferrol (La Coruña) e em Talarrubias (Badajoz) divulgando seus trabalhos educativos.
Também possui escolas domésticas em Huétor-Tájar, Albuñol, Alcalá la Real e Villanueva del Arzobispo.